# Amiota subsinuata
Amiota subsinuata är en tvåvingeart som beskrevs av Chen och Aotsuka 2005. Amiota subsinuata ingår i släktet Amiota och familjen daggflugor. Inga underarter finns listade i Catalogue of Life.